# Колумбийская духовная семинария
Колумбийская теологическая семинария (англ. Columbia Theological Seminary) — пресвитерианская семинария в Декейтере (штат Джорджия, США). Семинария — одно из десяти богословских учреждений, связанных с пресвитерианской церковью США.

## История
Колумбийская духовная семинария была основана в 1828 году в Лексингтоне, штат Джорджия, США, несколькими пресвитерианскими священниками.
В 1830 году семинария была перенесена в Колумбию, Южная Каролина и получила свое нынешнее название по этому месту. В 1927 году семинария переехала на свое нынешнее место в пригороде Атланты.
Во время Гражданской войны в США семинария стала частью Пресвитерианской церкви Конфедеративных Штатов Америки (Presbyterian Church of the Confederate States of America), переименованной после войны в Пресвитерианскую церковь в Соединённых Штатах (англ. Presbyterian Church in the United States). Семинария стала полем битвы в дебатах по теории эволюции в Пресвитерианской церкви в Соединённых Штатах в 1880-х годах из-за противоречивых взглядов Джеймса Вудро, дяди президента Вудро Вильсона и профессора семинарии, который был сторонником теории эволюции. По этой причине семинария не действовала в 1887—1888 учебном году.
Семинария пережила значительный рост под руководством Дж. Макдауэлла Ричардса, который был избран президентом в 1932 году и руководил семинарией почти четыре десятилетия.
Семинария была одной из нескольких, принадлежащих пресвитерианской церкви, которые присоединились к Пресвитерианской церкви в Соединённых Штатах после слияния «Пресвитерианской церкви в Соединённых Штатах» и «Объединенной пресвитерианской церкви в США» в 1983 году. Семинария соблюдает соглашения с Синодами Живых Вод и Южной Атлантики.

### Президенты
- 1911—1921 Торнтон Уэйлинг
- 1921—1924 Джон М. Уэллс
- 1925—1930 Ричард Т. Гиллеспи
- 1932—1971 Дж. Макдауэлл Ричардс
- 1971—1976 К. Бентон Клайн
- 1976—1987 Дж. Дэвисон Филипс
- 1987—2000 Дуглас Ольденбург
- 2000—2009 Лаура С. Менденхолл
- 2009—2014 Стивен А. Хейнер
- 2015—2022 Линн Ван Дайк[8]
- 2022 — настоящее время Виктор Алойо[9]

## Известные деятели

### Фредерик Бюхнер
Партнерство семинарии с известным американским богословом и писателем Фредериком Бюхнером основано на пресвитерианских ценностях, разделяемых школой и автором. В интересах продвижения этих общих ценностей семинария регулярно распространяла экземпляры работ Бюхнера среди своих студентов. Колумбийская духовная семинария также вручает студенческие премии за выдающиеся достижения в проповеди и писательские достижения, названные в честь автора. Лауреаты премии выбираются факультетами в знак признания их значительных достижений в этих областях. Один из основателей семинарии и первый президент в 1830 году.

### Томас Гулдинг
Томас Гулдинг родился 14 марта 1786 г. в Мидуэе, графство Либерти, Джорджия, США. Он был рукоположён 1 января 1816 года и служил священником в течение 6 лет, прежде чем уйти в отставку, где он помогал строить общину, которая позже стала семинарией, и был избран синодом Джорджии и Южной Каролины её руководителем.